# 2e corps polonais
 (septembre 2015).
Le 2e corps polonais (également baptisée l’armée Anders ou Armée polonaise de l'Ouest) est unité militaire polonaise de la Seconde Guerre mondiale formée par le général Władysław Anders pour appuyer les Alliés dans leur lutte contre le nazisme.  
À l'été 1941, à la suite du changement d'alliance de l'Union soviétique qui vient d'être attaquée par son allié allemand, le corps polonais est initialement constitué en 1941-1942 en URSS à partir des prisonniers de guerre polonais faits par les Soviétiques (lors de leur attaque conjointe avec les nazis sur la Pologne en septembre 1939). Il est normalement prévu que l'armée Anders combatte les nazis aux côtés des Soviétiques, mais devant les résistances chez ses hommes et le peu de coopération soviétique, Anders perd sa confiance en Staline et demande l'évacuation de son corps polonais pour rejoindre l'armée britannique.  
Il obtient difficilement cette autorisation et parvient à transférer son armée en prenant la direction de l'Iran puis du Moyen-Orient. Il fait alors la jonction avec la 8e armée britannique. Il combat ensuite en Italie à Monte Cassino, Ancône et à Bologne jusqu’en avril 1945. Le 2e corps polonais a subi, sans jamais dévier de la voie que lui traçait son chef, des épreuves et avatars rares dans la vie d’une unité. Ce fait est d’autant plus à souligner que bien peu, à l’issue de la guerre, ont songé à en reconnaître les mérites et la valeur. 
Trois phases majeures jalonnent ainsi son évolution : sa formation en URSS et son évacuation vers l'iran ; ses combats au Moyen-Orient et en Palestine ; sa victorieuse campagne d'Italie.

## L’armée Anders
Le déclenchement de la guerre germano-soviétique, en juin 1941, remit au premier plan le besoin de rétablir les relations entre Moscou et le gouvernement polonais exilé à Londres, rompues lors de l’invasion soviétique de la Pologne, le 17 septembre 1939, dans le cadre de l’alliance entre Hitler et Staline pour dépecer le pays. 
Environ 250 000 militaires polonais faits prisonniers par les Soviétiques furent internés dans des camps, sous le contrôle du NKVD. Le 4 août 1941, à la suite des accords Sikorski-Maïski signés le 30 juillet 1941, le général Władysław Anders est extrait de sa cellule à la prison du NKVD à Moscou, la célèbre Lubianka, après un an et demi de captivité. Il rencontre successivement Beria, Staline, puis le général polonais Zygmunt Bohusz-Szyszko, envoyé du Gouvernement polonais en exil à Londres, et, enfin, le général Frank Macfarlane (1889-1953), chef de la mission militaire britannique à Moscou.

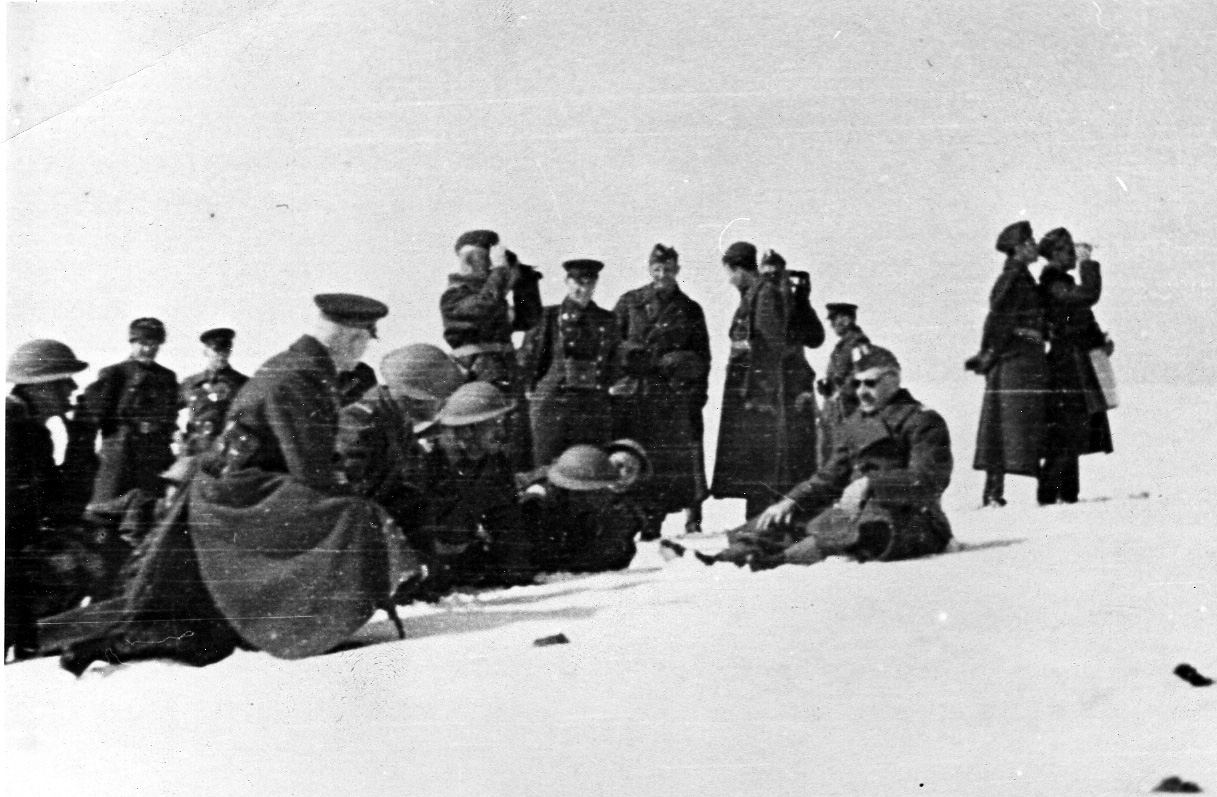
Entrainement de l'armée d'Anders en URSS en 1941-1942. Anders est assis dans la neige à droite, avec des lunettes noires.

Dès le 14 août, l’accord militaire polono-soviétique fut conclu ; les points essentiels en étaient les suivants :
- une armée polonaise sera formée et entraînée sur le territoire de l’URSS, constituant une partie des forces armées de la République polonaise souveraine incarnée par le gouvernement polonais exilé à Londres ;
- elle serait destinée à lutter contre le Reich, en commun avec les armées de l’URSS et celles des autres puissances alliées. À la fin de la guerre, elle rentrera en Pologne. Les unités de ligne polonaises seront utilisées sur le front, après avoir acquis une pleine aptitude au combat.

Conjointement à cet accord, un protocole fut signé en vertu duquel l'URSS « accorde l'amnistie à tous les citoyens polonais qui sont à présent privés de liberté en territoire soviétique, soit comme prisonniers de guerre, soit pour d'autres raisons ».
Pratiquement aucune des clauses de l’accord ne sera jamais pleinement appliquée par les autorités soviétiques.
Les prisonniers polonais ne sont libérés qu’au compte-gouttes et aucun comptage précis de leur nombre ne sera jamais fourni. De plus, on inventa à Moscou une formule selon laquelle les citoyens polonais qui vivaient en Pologne avant la guerre, sur les territoires situés à l'Est de la ligne tracée par le Pacte germano-soviétique de 1939, mais qui étaient issus d'une minorité nationale, ne pouvaient pas rejoindre l'armée polonaise. Or, ils étaient majoritaires sur ces terres. La situation était particulièrement compliquée pour les Juifs polonais, car — d'après les dispositions de Moscou — ils n'avaient pas le droit d'être intégrés à l'armée polonaise, quelle qu'ait été la région qu'ils habitaient en Pologne avant la guerre
Les lieux de rassemblement de l’armée changent souvent, ils ne sont pas aménagés et l’acheminement des recrues n’est pas facilité. Pour pouvoir être libéré à la suite de « l'amnistie » soviétique, il fallait tout d'abord avoir survécu à la déportation, puis avoir conservé la vie sur le lieu de destination. Dans la plupart des cas, les Polonais avaient été envoyés dans les zones sibériennes, y compris dans les mines d'or de la Kolyma, d'où peu de personnes sont revenues. Il fallait aussi avoir appris que « l'amnistie » avait été décrétée, se faire libérer par les autorités récalcitrantes et arriver par ses propres moyens au lieu de rassemblement désigné.
Un désaccord permanent subsiste sur l’organisation et l’emploi opérationnel de l’armée polonaise. Staline veut plusieurs divisions de taille réduite, dispersées au milieu du dispositif soviétique, alors que Anders veut plusieurs grosses divisions groupées dans un corps d’armée spécifiquement polonais, représentant ainsi aux yeux des Alliés les forces armées polonaises.
Aucun équipement, armement, moyens de transport, ne sera livré en temps et heure et en quantité suffisante. Les rations manquent et les Soviétiques doivent se retourner vers les Britanniques. Médecins et médicaments manquent dramatiquement, alors que les recrues sont épuisées par les épreuves de l’internement.
Le général Anders se convaincra tôt, et le premier, que « son » armée n’a aucun avenir en Union soviétique et reste un instrument aux mains de Staline. Anders s’opposera même au général Sikorski et aux Britanniques sur l’opportunité du maintien de l’armée en URSS. Il fera tout pour en obtenir l’évacuation vers le Moyen-Orient et la jonction avec les Britanniques.
Le 20 mars 1942, une entrevue très tendue a lieu entre Staline et Anders. Staline reproche aux Polonais, qui sont déjà environ 70 000 (en fait 66 000 seulement), de ne pas vouloir se battre. Il attend la montée en ligne de six divisions polonaises. Anders réplique que seules les 2e et 5e divisions sont constituées, soit environ 44 000 hommes. Pour Staline, ces deux divisions doivent rester en URSS, le surplus devant être évacué vers l’Iran : 53 858 personnes dont 33 069 militaires quittent l'URSS pour l'Iran. 
Par la suite, tractations, négociations et manœuvres se poursuivent qui aboutiront à l’évacuation vers l’Iran de 2 430 officiers, 36 701 hommes de troupe, 112 fonctionnaires, 25 501 civils dont 9 633 enfants polonais. L'armée polonaise fut évacuée sans avoir récupéré ces officiers et sans avoir d'eux aucune nouvelle - leur massacre à Katyń perpétré par les Soviétiques sur ordre de Staline au printemps 1940 ne sera connu qu'en avril 1943.
Dans ses mémoires, le général Anders estime qu’au total environ 115 000 personnes (militaires et civils) ont quitté l’URSS. On est loin du million (et plus) de Polonais capturés de 1939 à 1941 par les Soviétiques et déportés au Kazakhstan, en Sibérie et jusqu’au goulag de la Kolyma. Anders portera jusqu’à la fin de sa vie la souffrance d’avoir dû abandonner autant de compatriotes, qui dans leur majorité, ne revirent plus jamais leur pays.

## L’Armée polonaise en Orient

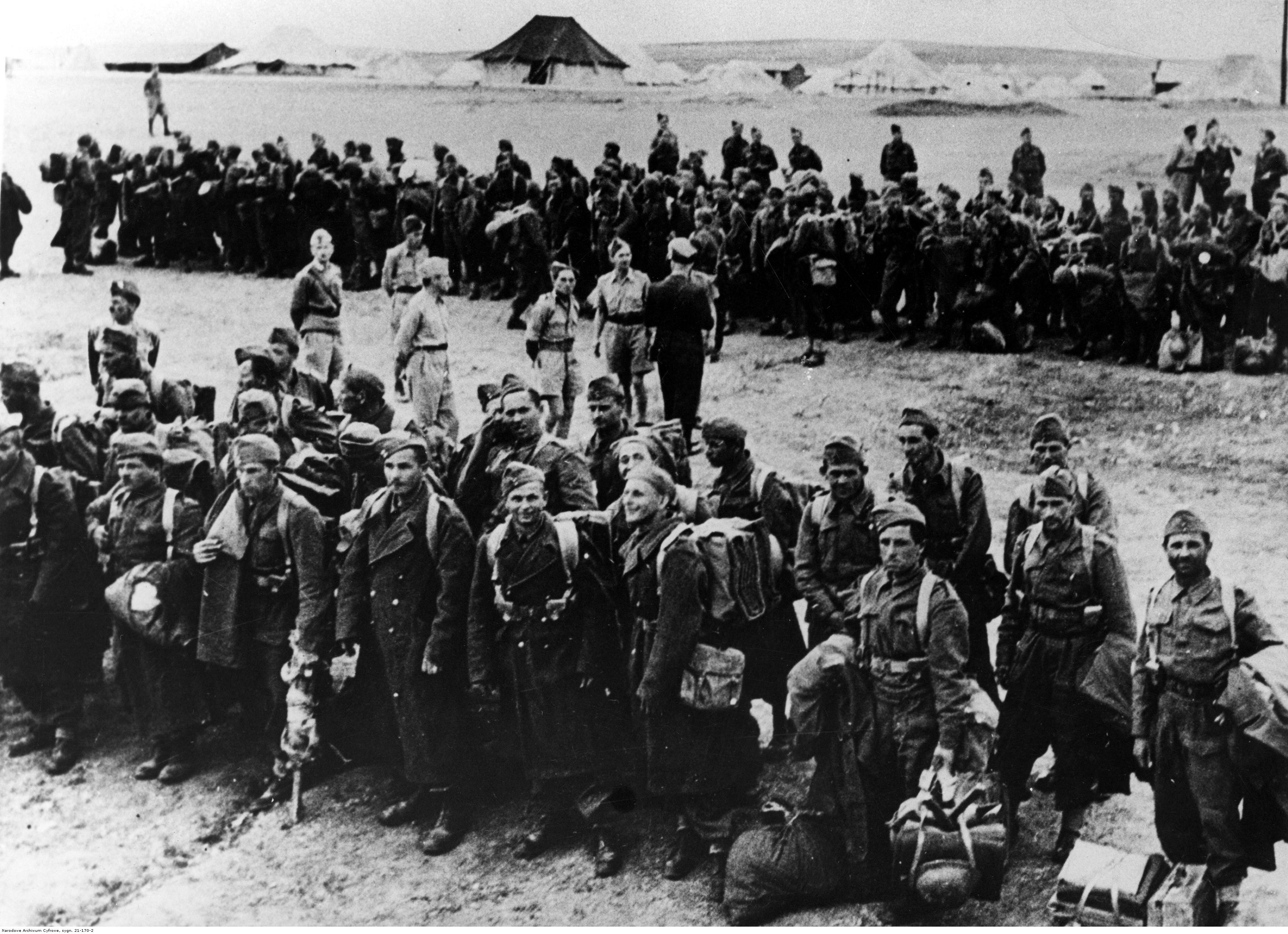
Soldats de l'armée Anders en Iran (1942).

Les Polonais évacués d’URSS sont acheminés à travers la mer Caspienne, du port soviétique de Krasnovodsk vers le port iranien de Bandar-e Pahlavi alors sous contrôle soviétique. Le 22 août 1942, le général Anders rencontre au Caire Winston Churchill et les dirigeants de l’armée britannique au Moyen-Orient, et l’armée polonaise entame son regroupement et sa montée en puissance. En octobre 1942, elle est transférée à Bagdad en Irak où elle commence l'instruction et l'entraînement avec les nouveaux uniformes et équipements britanniques. Elle est ensuite transférée à Kirkouk.  
A cette époque, une autre unité polonaise combat déjà en Orient, la Brigade des Carpates du général Stanisław Kopański qui a rejoint les alliés britanniques après la défaite de la France et l’armistice de juin 1940. En mars 1941, elle est déplacée à Marsa Matruh point de défense de la 8e Armée Britannique, puis en mars 1942 engagée dans la défense de Tobrouk, dans la bataille de Gazala et Mekila. En mars 1942, la Brigade est dirigée sur la Palestine et complétée par des effectifs venant d'URSS, elle forme alors la 3e division de chasseurs des Carpates, première des deux divisions du futur 2e corps polonais. Le général Stanisław Kopański en restera le chef avant que le général Bolesław Bronisław Duch lui succède. La 3e division de chasseurs des Carpates sera composée de trois brigades.
Les Britanniques ayant refusé toute composante aérienne à l’armée polonaise d’Orient, 3 500 hommes seront prélevés sur le contingent, transférés en Écosse puis incorporés dans la RAF. Une partie des militaires est transférée pour compléter la 1ere Division Blindée en formation depuis le 25 février 1942.
L’Armée polonaise est alors regroupée en Palestine et incorporée à la 9e armée britannique sous le commandement du général William Holmes. Une grande partie de cette armée est cantonnée à Gaza. 3 000 recrues polonais d’origine juive désertent alors pour aller rejoindre les groupes sionistes actifs en Palestine. Bien que la désertion soit passible de la peine de mort, le général Anders permet tacitement à ses 3 000 soldats juifs, dont Menachem Begin, futur premier ministre israélien et prix Nobel de la paix, de rester en Palestine. 
L’année 1943 est consacrée à la montée en puissance opérationnelle du 2e corps polonais, avec la constitution de la 5e division d’infanterie. Cette 5e division sera composée de trois brigades d'infanterie (Volhynie, Wilno et Lwów). Le recrutement est opéré essentiellement parmi les Polonais originaires des régions orientales de la Pologne qui seront annexée à l'URSS après Yalta). Elle est placée sous le commandement du général Nikodem Sulik.
Une brigade de chars est constituée, elle deviendra la 2e division blindée polonaise. Le 2e corps polonais dispose également d’un groupe d’artillerie lourde. Une unité indépendante, le 15e régiment de lanciers de Poznań, complète le dispositif.
Le 2e corps polonais est alors prêt au combat et est incorporé à la 8e armée britannique. Le Service auxiliaire féminin polonais l'y rejoint.

## Le Deuxième corps et la campagne d’Italie

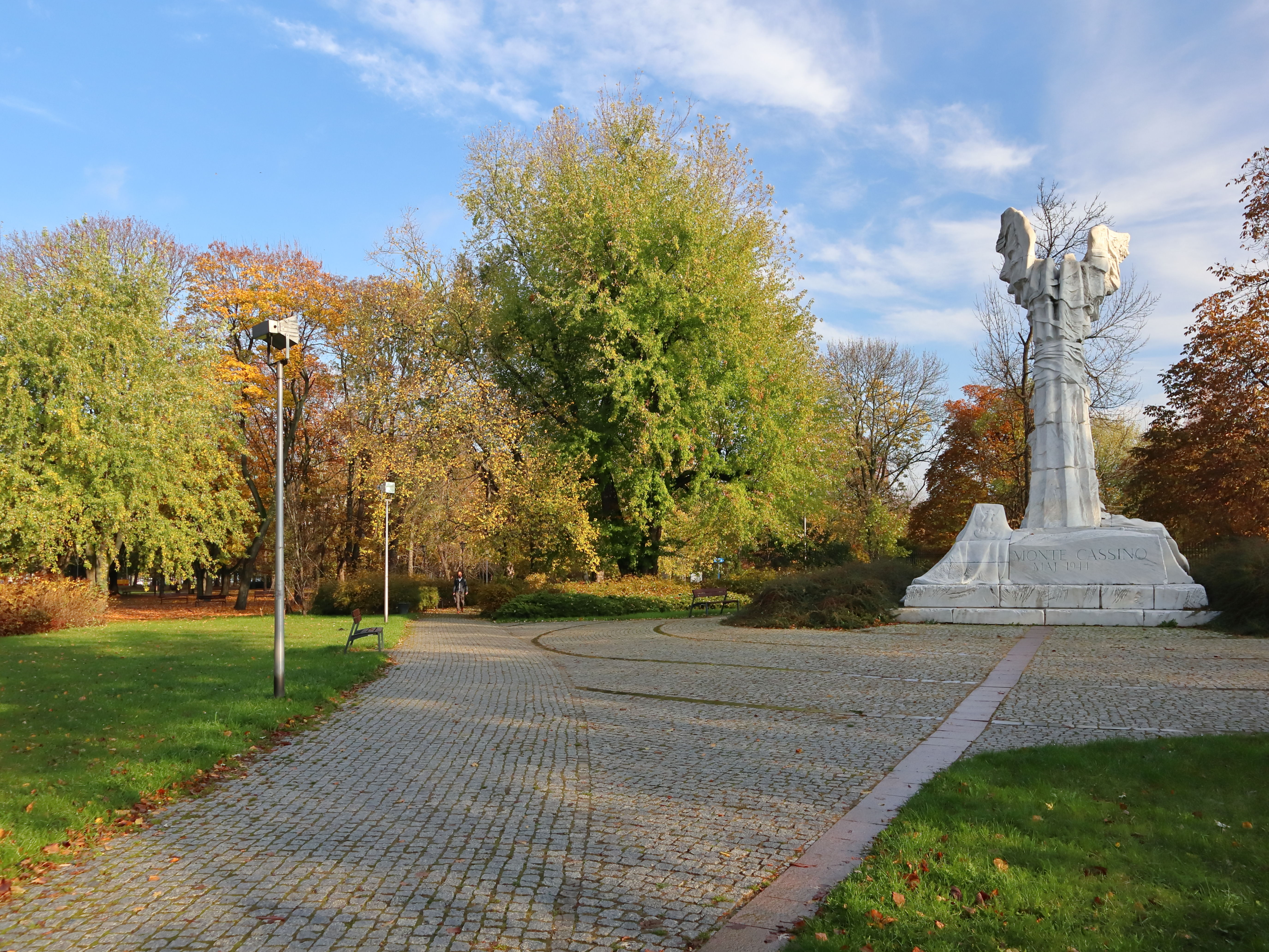
Monument aux combattants de Monte Cassino à Varsovie.

Dès février 1944, le 2e corps polonais est engagé dans le dispositif de la 8e armée britannique, sous le commandement du général Leese, où il restera jusqu’à la fin de la guerre.
La remontée vers le nord de l’Italie sera jalonnée de durs combats et d’un haut fait d’armes qui restera dans l’histoire de la Seconde Guerre mondiale : la prise du monastère du Monte Cassino par le 2e corps polonais.
Le 2e corps polonais contribua efficacement à la chute de la ligne Hitler le 25 mai 1944.
D’autres succès suivront, comme la prise d’Ancône, la bataille pour la rivière Metauro (19 août 1944), la contribution à la prise de la Ligne gothique, la prise de Bologne (dernière intervention du corps dans la campagne du 9 au 21 avril 1945), etc.
Au fur et à mesure de l’effondrement du dispositif allemand, le 2e corps se voit renforcé par le retournement des Polonais capturés qui avaient été incorporés de force dans les unités allemandes. Fort d’environ 50 000 hommes au début de la campagne, alors qu’il ne pouvait a priori compter sur aucun renfort, le 2e corps polonais atteindra jusqu’à 100 000 à la fin de la guerre.
L'effectif était complété par la mascotte du corps, l'ours Wojtek, affecté à une compagnie de transport et nommé caporal par le général Anders.
Pendant la durée des opérations en Italie, le 2e corps polonais continuait à constituer, au Moyen-Orient, une 7e division de réserve.

## Une reconnaissance mitigée
Les compagnons d’armes du 2e corps polonais, Britanniques, Américains, Canadiens et Français ont été unanimes dans leur reconnaissance de la valeur militaire et morale du 2e corps polonais comme allié. Tous reconnaîtront sa valeur opérationnelle et son savoir-faire, sa vaillance, sa cohésion et son esprit de camaraderie et de sacrifice envers les compagnons d'armes alliés.
La reconnaissance des politiques est également unanime, tant qu’il s’agit de conserver le moral d’une unité au combat.
Quelques témoignages cités par le général Anders dans ses mémoires :

Général Oliver Leese : 

« … Je tiens à vous dire que la prise du mont Cassin est l’œuvre exclusive des Polonais. Je me réjouis que vous soyez ici en ce jour — qui est pour la Pologne un grand jour historique — de la prise du couvent du mont Cassin par les soldats du 2e corps polonais.
… Avant votre départ, mon général, je tiens beaucoup à vous envoyer mes compliments personnels, à vous et à tout le corps polonais pour ce que vous avez accompli de splendide au cours de cette bataille et, en particulier, lors de la prise de la montagne du Couvent. Cette réalisation magnifique, j’en suis certain, passera à l’Histoire comme l’œuvre puissante des armes polonaises et sera enregistrée dans notre propre histoire militaire comme une des plus importantes victoires de la 8e armée…
…Vous sentez cependant comme moi, j’en suis sûr, qu’au cours de ces durs combats, hommage doit être rendu non seulement aux généraux mais, avant tout, aux troupes combattantes. J’ai été frappé d’étonnement par la valeur que les soldats polonais ont déployée pendant ces terribles combats, par la façon merveilleuse avec laquelle ils supportaient le feu intense des mortiers et des canons ainsi que par l’acharnement de leurs contre-attaques … »

Général Harold Alexander, en décorant Anders de l’ordre du Bain : 

« Au nom de S.M. le roi de Grande-Bretagne George VI, je vous décore, mon général, de l’ordre du Bain. Mon Souverain, en conférant l’ordre du Bain au général Anders, l’a attribué au commandant du 2e corps polonais pour la façon magnifique dont il a exercé son commandement et aussi pour témoigner combien il a de considération pour l’héroïsme, le dévouement et les sacrifices des soldats polonais dans la bataille de Cassino … »

Général Dewers, en décorant Anders de la « Legion of Merit » et lisant la citation par le président Roosevelt : 

« … En sa qualité de général commandant le 2e corps polonais, le général Anders a conduit admirablement ses soldats jusqu’à l’attaque définitive, qui ne put être repoussée par l’ennemi, et que couronna l’abandon par l’armée allemande de Cassino, puissamment défendu. Ce point d’appui où la résistance était acharnée, fut conquis quand le général Anders conduisit ses troupes à l’attaque, en liaison avec les troupes alliées, contre les positions-clé de l’ennemi, pour lesquelles de durs combats avaient été livrés. Ensuite, par des opérations ultérieures, menées aux bords de l’Adriatique sur le secteur est du front italien, le général Anders conduisit ses soldats jusqu’à la prise du port important d’Ancône. Les dons du général Anders, joints à l’aptitude dont il fit preuve dans la conduite des opérations, contribuèrent pleinement au succès des armées alliées pendant la campagne d’Italie. »

En revanche, les engagements et les paroles d’encouragement des dirigeants alliés n’ont pas été tenus, et c’est seulement grâce à l’ascendant du général Anders sur ses troupes que le 2e corps polonais ne s’est pas laissé allé au désespoir ou à la mutinerie dans certaines circonstances pénibles (la conférence de Yalta et l’insurrection de Varsovie par exemple). 
A la fin de la guerre, soucieux de complaire à Moscou, le gouvernement travailliste d’Attlee interdit aux soldats polonais de participer au défilé de la Victoire organisée à Londres le 8 juin 1946. Dès la fin des hostilités, l'armée Anders fut l'objet d'une campagne de dénigrement orchestrée par l'ambassadeur soviétique Andreï Vychinski et une partie de la presse britannique. Cependant, malgré la fin de la reconnaissance officielle accordée au gouvernement polonais en exil, les Britanniques exigèrent de ce dernier le paiement des sommes dues au titre de l’utilisation du matériel militaire allié.  
Le 2e corps polonais est la seule unité alliée de cette importance à n’être pas retournée dans son pays en vainqueur et en libérateur. Ses anciens soldats condamnés à l'exil furent privés de leur nationalité polonaise par les communistes au pouvoir à Varsovie, tandis que ceux qui rentraient étaient torturés et emprisonnés.